# 轟轟戦隊ボウケンジャー THE MOVIE 最強のプレシャス
『轟轟戦隊ボウケンジャー THE MOVIE 最強のプレシャス』（ごうごうせんたいボウケンジャー ザ ムービー さいきょうのプレシャス）は、2006年8月5日より東映系で公開された日本の映画作品。特撮ヒーロー番組「スーパー戦隊シリーズ」『轟轟戦隊ボウケンジャー』の映画化作品である。同時上映は『劇場版 仮面ライダーカブト GOD SPEED LOVE』。

## 概要
2003年8月公開の『爆竜戦隊アバレンジャー DELUXE アバレサマーはキンキン中!』以来、3年振りの夏休みロードショーとなった。本作品以降の劇場版も8月上旬に公開されている。
例年、エンディングに実施していたキャスト・スタッフロールをオープニングで統一する形式となり、前年まであったエンディングダンスもテレビシリーズ同様に廃止された。
監督の諸田敏は、遠方ロケや登山シーンでクレーンを6台用いるなどしたことから予算を使いすぎたが、実際にその場所にいるということを見せることが重要であったと述べている。また、シリーズ30作目ということも本作品では、ストーリーの組み立ての上で意識はしていないという。
本作品と同時期にテレビシリーズの第19・20話を並行して撮影していたため、高丘映士 / ボウケンシルバー役の出合正幸は、本作品で先行してボウケンジャケットを着用しており、仲間となったシーンもテレビシリーズではまだ撮影されていなかったという。諸田は、映士の芝居に関しても出合本人と第17・18話を監督した中澤祥次郎と話し合い、最終的なテイストは出合本人に任せたという。
映画冒頭にプールの排水口に腕時計が吸い込まれ取ろうと明石暁 / ボウケンレッドがもがくシーンがあり、公開日5日前の7月31日に発生したふじみ野市のプールの吸水口に小学生女児が吸い込まれ死亡した事故を考慮し、上映前に「ボウケンジャーからのおねがい」と題してプールでの事故の注意を子供たちに呼びかけるテロップが全国で順次追加され、同様の注意を呼びかけるチラシも配られた。

## あらすじ
突如、街中に出現した巨大な岩山。そこに佇む謎の少女ミューズは、全世界の「最も強き方」へ向けて、自分の持つプレシャスを受け継いで欲しいとのメッセージを発信する。
休暇中だったボウケンジャーは、プレシャスを狙い動き出したネガティブシンジゲートを倒し、プレシャスを保護するため岩山へ向かう。時を同じくして、伝説のUMA（未確認生物）ハンターであり、ボウケンレッド / 明石暁の父である明石虹一もまた岩山を目指していた。
行く手に待ち受ける様々なトラップによって仲間が消えていく中、それでもプレシャスを保護するために進み続ける明石。それを目の当たりにした虹一は明石に自分にとって大切なものは何か問う。

## 登場人物
テレビシリーズの登場人物については、轟轟戦隊ボウケンジャーの登場人物を参照。
ミューズ
街中に出現した巨大な「岩山」に佇む謎の少女。
- 衣装デザインは原田吉朗が担当しており、篠原保によるハイド・ジーンのデザインから逆算して描かれた。

明石 虹一（）
暁の父で、伝説のUMAハンター。『インディ・ジョーンズ』を彷彿とさせる格好をしている。暁を「ボウズ」、ボウケンジャーを「ボウズンジャー」呼ばわりする。人間を愚かで小賢しい存在と考えており、プレシャスの価値をも重視しない。ミューズの佇む「岩山」と生物の種とに関連する独自の説を唱えており、牧野は恐竜絶滅の原因について、自説を記した論文を所蔵している。虹一も「牧野博士」のことを以前から知っていた。おやつはピーナッツ。全てが終わった後、意外な形で書き置きを残し、直接に別れを告げることなくボウケンジャーの前から去っていった（書き置きの裏に暁の幼少時代の写真があった）。暁本人は、あまり彼を良く思っていない様子でやや反発している態度を見せる。
- キャラクターを印象付ける小道具として、洋酒の小瓶やタバコであると子供向けの作品には向かないため、時々時代劇に出てくるクルミに似たイメージで、スタッフルームにあったピーナッツとなった。

究極生命体ハイド・ジーン
宇宙最強の生命体に進化するため星から星へと彷徨い、強い生物を見つけるとその遺伝子を取り込み滅ぼして来た謎の遺伝子生命体。
ミューズの正体。ミューズのメッセージはより強い生物を誘き寄せるための「ゲーム」で、自らの目指す「宇宙最強の生命体」を「最強のプレシャス」と称し、ミューズのもとに辿り着いた明石を「最強の遺伝子」と呼び、取り込もうと企む。
テレビシリーズのLast Taskにて、宇宙へ旅立つ動機の1つとしてその名が明石により言及される。
- モチーフは『百獣戦隊ガオレンジャー』のガオイカロス。遺伝子を吸収するという設定から、二重らせんの意匠が取り入れられている。
- 当初は女性声優が担当することも考えられていた。

再生ツクモガミ軍団
幻のゲッコウの秘術影忍法・再生の術により再生したダークシャドウの怪人たち。ジャリュウ一族とプレシャスを巡って抗争するが、物語冒頭でボウケンジャーにジャリュウともども瞬殺される。
クエスターロボ・砲（）
名前の通り、頭部が巨大な大砲となっているクエスターロボ。ボウケンジャーの不在時に、シルバーのサイレンビルダーと激戦を繰り広げた。
- モチーフは『超新星フラッシュマン』のフラッシュキングと戦車。クエスターロボの中では最初に描かれたため、素体の流用などは考慮されていない。

巨大龍型宇宙船ストリングロス
ボウケンジャーの巨大ロボを遥かに凌ぐほど巨大な宇宙船。生命体でもあり、虹一によればこちらこそがハイド・ジーンの正体。ハザードレベルも無限大と過去最高の危険性を持つ。
- モチーフは『百獣戦隊ガオレンジャー』のガオケンタウロス。

## キャスト
- 明石暁 / ボウケンレッド - 高橋光臣
- 伊能真墨 / ボウケンブラック - 齋藤ヤスカ
- 最上蒼太 / ボウケンブルー - 三上真史
- 間宮菜月 / ボウケンイエロー - 中村知世
- 西堀さくら / ボウケンピンク - 末永遥
- 高丘映士 / ボウケンシルバー - 出合正幸
- 牧野森男 - 斉木しげる
- 大神官ガジャ - 大高洋夫
- 風のシズカ - 山崎真実
- ミューズ - 星井七瀬
- 明石虹一 - 倉田保昭（特別出演）

### 声の出演
- リュウオーン - 森田順平
- ジャリュウ - 西脇保
- 幻のゲッコウ - 銀河万丈
- 闇のヤイバ - 黒田崇矢
- ガイ - 三宅健太
- レイ - 鈴木千尋
- ハイド・ジーン - 飯塚昭三
- ミスター・ボイス - 田中信夫
- 再生ツクモガミ軍団、カース - 塩野勝美[6]
- ナレーション - 太田真一郎

### スーツアクター
シリーズの劇場版史上初めて、本作品ではボウケンジャーの変身後を演じるスーツアクターについても、下記の通り役名とセットでのクレジット表記がなされた。
- ボウケンレッド[7]、ダイタンケン[7] - 福沢博文
- ボウケンブラック - 今井靖彦
- ボウケンブルー - 竹内康博
- ボウケンイエロー - 蜂須賀祐一
- ボウケンピンク - 中川素州
- ボウケンシルバー - 日下秀昭
- ダイボウケン[8] - 岡元次郎
- 清家利一
- 大林勝
- 渡邉昌宏
- 村岡弘之
- 神尾直子
- 佐藤賢一
- 三住敦洋
- 橋口未和
- 佐藤義夫
- 澤江晃史

ノンクレジット
- 押川善文
- 向田翼
- 六本木康弘
- 末野卓磨
- 佐藤太輔
- 田中宏幸
- 小林勇介
- 縄田雄哉
- 金田進一
- 花川仁教
- 山崎圭太
- 杉口秀樹

## スタッフ
- 原作 - 八手三郎
- 製作 - 福湯通夫（東映）、高橋浩（東映アニメーション）、亀山慶二（テレビ朝日）
- 企画 - 鈴木武幸（東映）、梅沢道彦（テレビ朝日）、日達長夫（東映ビデオ）、竹中一博（バンダイ）、永井秀之（アサツー ディ・ケイ）、福中脩（東映エージエンシー）
- プロデュース - シュレック・ヘドウィック、日笠淳、宇都宮孝明、矢田晃一
- 脚本 - 會川昇
- 音楽 - 中川幸太郎
- 撮影 - 松村文雄
- 照明 - 堀直之
- 美術 - 大谷和正
- 編集 - 須永弘志
- 記録 - 渋谷康子
- 整音 - 渡辺典夫
- 助監督 - 加藤弘之
- 進行主任 - 遠藤聖一
- 特撮・CG - （株）特撮研究所
- 視覚効果 - 沖満
- キャラクターデザイン - 篠原保
- 企画協力 - 企画者104
- デザイン協力 - プレックス
- 造型 - レインボー造型企画
- プロデューサー補 - 大森敬仁、泉谷裕
- 製作担当 - 谷口正洋
- アクション監督 - 石垣広文（ジャパンアクションエンタープライズ）
- 特撮監督 - 佛田洋
- 監督 - 諸田敏
- 配給 - 東映

## 主題歌
「轟轟戦隊ボウケンジャー」
作詞 - 岩里祐穂 / 作曲 - 山田信夫 / 編曲 - 京田誠一 / 歌 - NoB

## 映像ソフト化
- メイキング・オブ 轟轟戦隊ボウケンジャー THE MOVIE 最強のプレシャス ゴーゴー! 素顔の冒険者たち!!（DVD1枚組、2006年8月4日発売）
  - 本作品のメイキングDVD。
- 轟轟戦隊ボウケンジャー THE MOVIE 最強のプレシャス（DVD1枚組、2007年2月21日発売）
  - 映像特典
    - 特報・劇場予告編
- 轟轟戦隊ボウケンジャー THE MOVIE 最強のプレシャス 特別限定版（DVD1枚組、2007年2月21日発売）
  - 映像特典
    - 製作会見
    - 完成披露試写会舞台挨拶
    - 劇場舞台挨拶
    - 特報・劇場予告編
    - TVスポット集
    - 出撃! ゴーゴービークル&ロボ
    - ネガティブリスト
    - デザインギャラリー
    - プレシャスファイル
    - ポスタービジュアル

  - 封入特典
    - ボウケンジャー・ミニPEZ5体セット

## 漫画
『特捜戦隊デカレンジャー THE MOVIE フルブラスト・アクション』、『魔法戦隊マジレンジャー THE MOVIE インフェルシアの花嫁』に続き、雑誌『特撮エース』に掲載。津島直人作画。前2作と違い単行本化はされなかった。